# Żołnierz

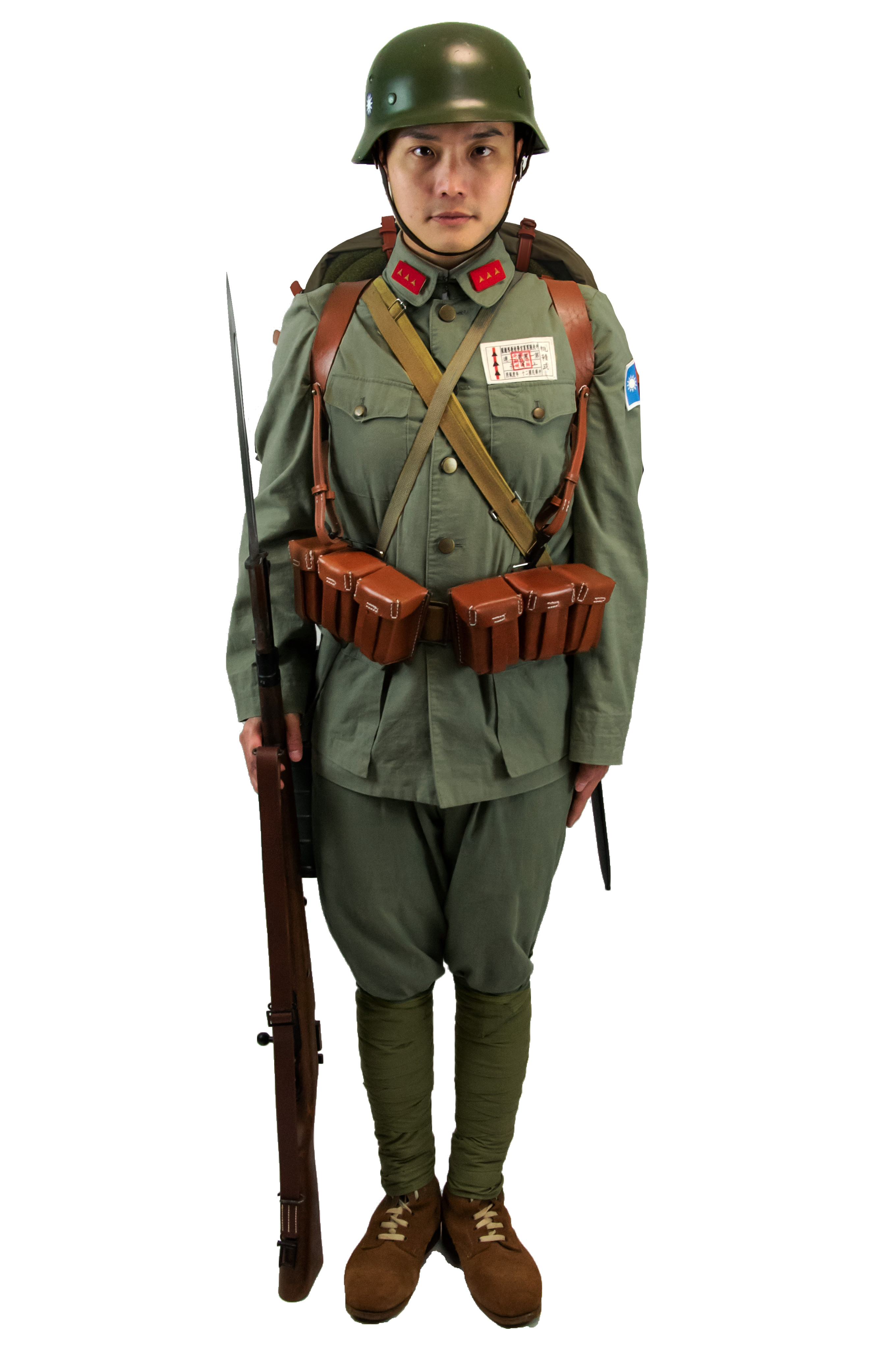
Żołnierz armii Republiki Chińskiej (1936 r.)

Żołnierz – osoba pełniąca służbę w siłach zbrojnych danego państwa.

## Charakterystyka
Żołnierz jest podstawową jednostką w wojsku, będąc zobligowanym do wykonywania zadań powierzonych mu przez tę organizację. W celu realizacji zadań, wyposażany jest zazwyczaj w uzbrojenie i oporządzenie oraz zróżnicowany sprzęt techniczny. Sposób jego rekrutacji, szkolenia i pełnienia służby objęty jest ścisłymi zasadami specyficznymi dla sił zbrojnych danego państwa, przy czym ma charakter służby mundurowej, co wiąże się ze specyficznym reżimem opartym na sformalizowanej hierarchii. Służba ta może odbywać się pod przymusem (pobór) lub jako dobrowolnie podjęty zawód.
Do zadań wykonywanych przez żołnierzy zalicza się przykładowo obronę własnego państwa, agresję na państwa ościenne, udział w operacjach pokojowych i reagowania kryzysowego, zwalczanie katastrof i klęsk żywiołowych, a niekiedy także wewnętrznych zaburzeń porządku publicznego (w przypadku niewydolności formacji policyjnych).
W obliczu wojny lub innego konfliktu zbrojnego, żołnierz posiada status kombatanta, co zapewnia mu ochronę prawa konfliktów zbrojnych na podstawie umów międzynarodowych (np. możliwość poddania się, humanitarnego traktowania w niewoli, czy nietykalności będąc rannym).
Warunkowo status żołnierza (a tym samym kombatanta) mają również członkowie formacji nieregularnych (np. milicji czy partyzantów) o ile osoby te pozostają pod jednolitym dowództwem, noszą jawnie broń i widoczne z daleka znaki rozpoznawcze oraz przestrzegają praw i zwyczajów wojny.

## Historia

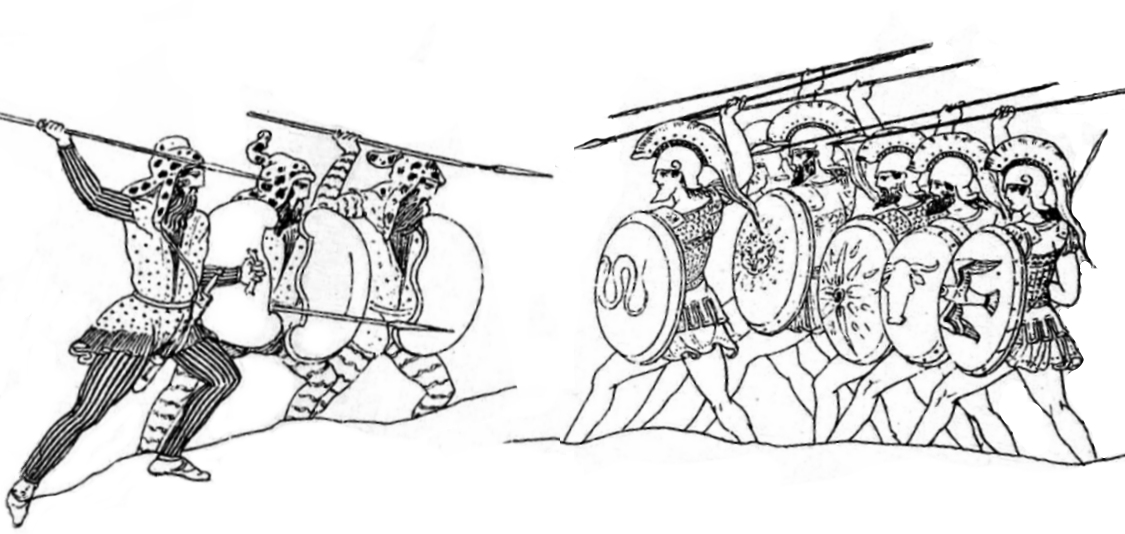
Greccy hoplici w starciu z Achemenidami w 490 r.p.n.e.

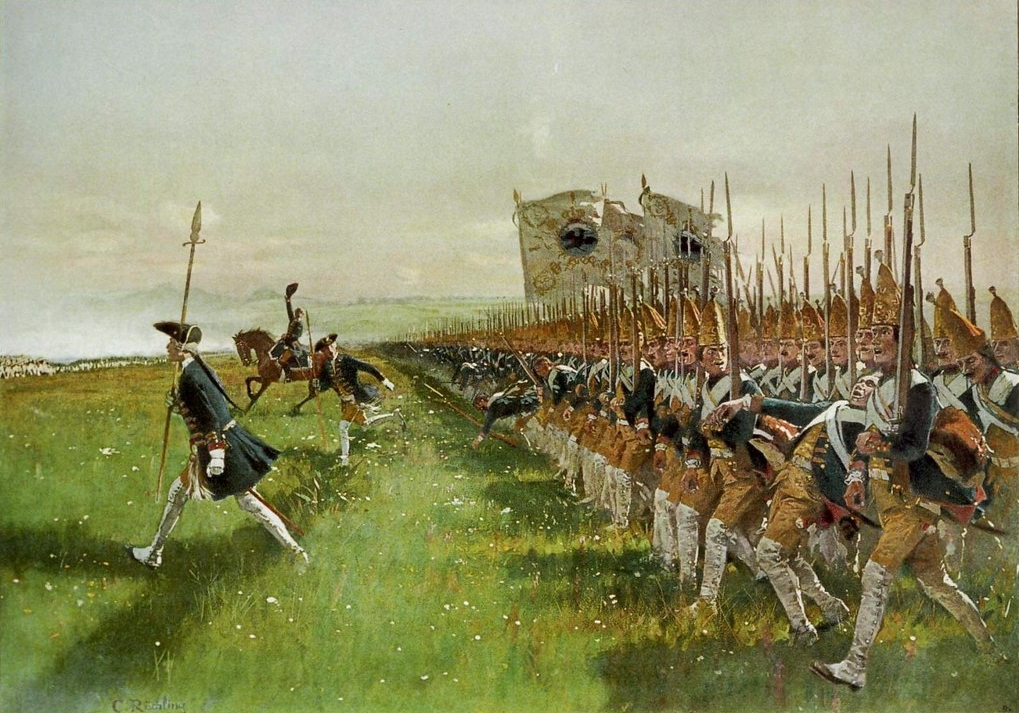
Pruscy grenadierzy w 1745 r.

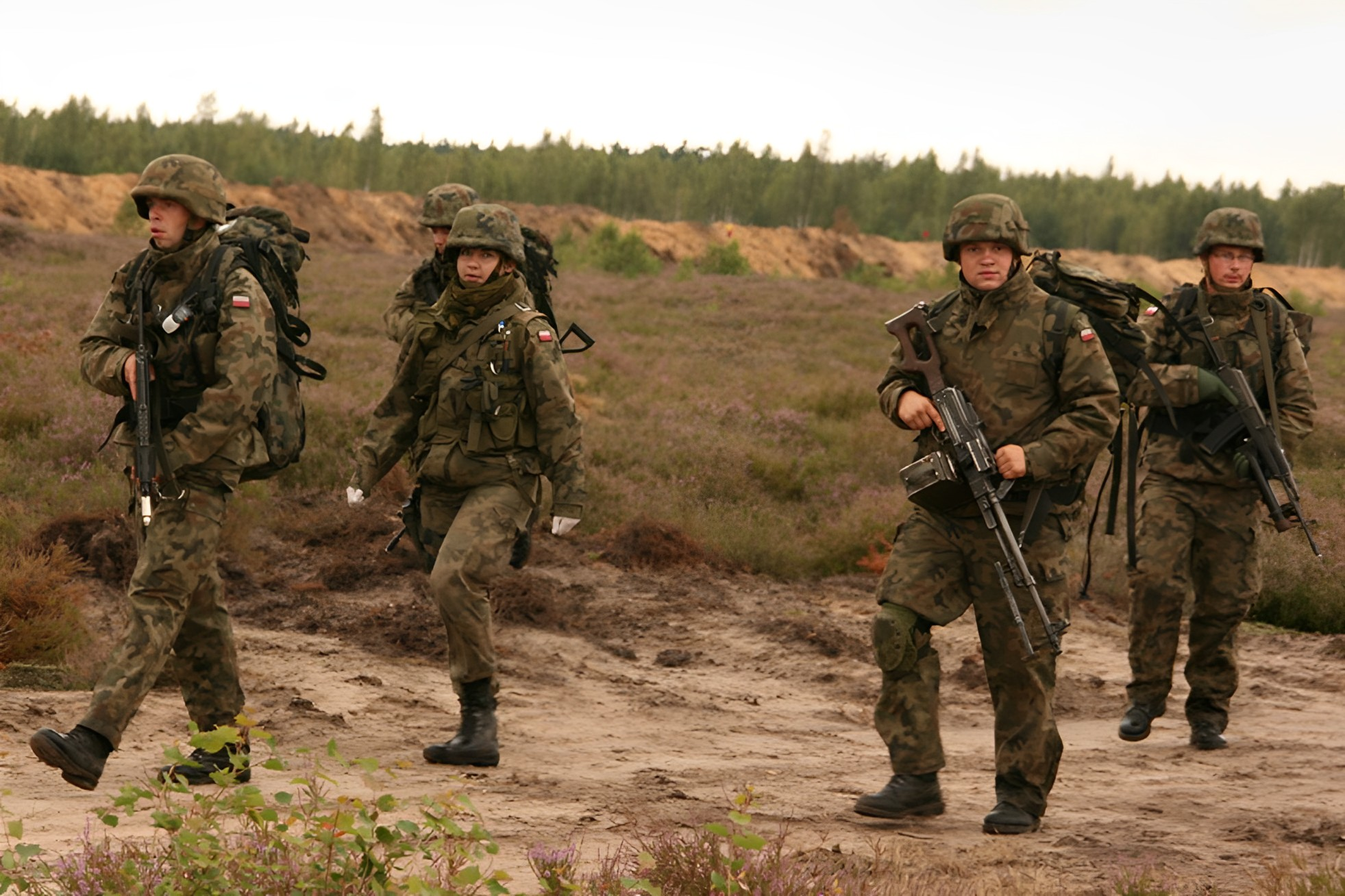
Żołnierze piechoty Wojska Polskiego w 2010 r.

Historia wojskowości sięga początków historii rodzaju ludzkiego, ale zarania wojska musimy szukać w krajach, gdzie powstawały pierwsze organizmy państwowe, a więc w Mezopotamii i w Egipcie. Sumeryjska płaskorzeźba z połowy trzeciego tysiąclecia p.n.e. (tzw. Sępia stela) ukazuje władcę miasta Lagasz na czele zbrojnych w dzidy i okrytych wielkimi, prostokątnymi tarczami żołnierzy.
W starożytnej Grecji żołnierzami byli wszyscy wolni obywatele, przy czym – w zależności od tego jaki ustrój panował w danym mieście-państwie – różne były powinności przedstawicieli poszczególnych warstw społecznych. Podobnie w starożytnym Rzymie, gdzie obowiązek wojskowy spoczywał na wszystkich wolnych obywatelach Republiki, a zwolnienie z tego obowiązku zapewniało jedynie (poza ułomnością fizyczną) wstąpienie do stanu kapłańskiego lub bycie biednym (żołnierz sam kupował sobie ekwipunek). Warstwy ludności podległej (nie-Rzymianie zwani Italikami) stanowiły materiał do budowy formacji pomocniczych armii lub wioślarzy we flocie.
We wczesnośredniowiecznej Europie, gdzie cała własność ziemska należała do władcy (suwerena), który rozdzielał ją między swych wasali – rycerzy, po raz pierwszy zarysowała się wyraźna linia podziału w wojsku na konne rycerstwo oraz pieszych łuczników, kuszników, pawężników – żołnierzy wywodzących się z warstwy wolnych lub pańszczyźnianych chłopów. Niezależne od władcy siły zbrojne powstawały w celu obrony miast, a ich skład i finansowanie spoczywały na barkach cechów rzemieślniczych i gildii kupieckich.
W dobie Odrodzenia dość powszechnie korzystano z armii zaciężnych, od czego w wieku XVIII zaczęto odchodzić na rzecz armii z poboru, przy czym najszersze jej użycie miało miejsce w XIX i XX wieku od wojen napoleońskich do wojny wietnamskiej.
Obecnie coraz częściej odstępuje się od poboru na rzecz armii zawodowej, znacznie mniejszej liczebnie, natomiast o wysokim stopniu profesjonalizmu. W takim rozwiązaniu, trzon armii składający się z żołnierzy czynnej służby wojskowej, może być w mniejszej lub większej mierze wspierany przez żołnierzy rezerwy.

## Podział
Żołnierzy można podzielić:
- ze względu na stosunek do służby wojskowej i jej rodzaj:
  - żołnierzy czynnej służby wojskowej (w czasie pokoju i podczas wojny):
    - zawodowej;
    - terytorialnej;
    - zasadniczej:
      - dobrowolnej;
      - obowiązkowej;

    - w aktywnej rezerwie w dniach tej służby;
    - odbywających ćwiczenia wojskowe w ramach pasywnej rezerwy;
    - w razie ogłoszenia mobilizacji i w czasie wojny;

  - żołnierzy rezerwy:
    - aktywnej;
    - pasywnej;
- ze względu na stopień wojskowy i jego przynależność do korpusu osobowego:
  - szeregowych;
  - podoficerów:
    - młodszych;
    - starszych;

  - oficerów:
    - młodszych;
    - starszych;
    - generałów i admirałów;
- ze względu na przynależność do rodzajów sił zbrojnych, wojsk lub służb, przykładowo:
  - żołnierzy wojsk lądowych (np. grenadierów, kawalerzystów, artylerzystów, czołgistów)
  - żołnierzy marynarki wojennej
  - żołnierzy sił powietrznych
  - żołnierzy wojsk specjalnych
  - żołnierzy żandarmerii wojskowej

  - itp.